# مرد هانکی‌تانک
مرد هانکی‌تانک (انگلیسی: Honkytonk Man) یک فیلم به کارگردانی کلینت ایستوود است که در سال ۱۹۸۲ منتشر شد.

## بازیگران
- کایل ایستوود
- بری کوربین
- کلینت ایستوود
- جان مک‌اینتایر
- ورنا بلوم
- مت کلارک
- مارتی رابینز
- جری هاردین
- جان راسل
- لیندا هاپکینز
- بتی فورد